# Toyota TS040 Hybrid
Der Toyota TS040 Hybrid ist ein Sportwagen-Prototyp, der von Toyota nach LMP1-Reglement entwickelt und gebaut wurde. Der Wagen ist der Nachfolger des 2012 und 2013 in der FIA-Langstrecken-Weltmeisterschaft eingesetzten Toyota TS030 Hybrid.

## Entwicklung
Um weiterhin an der FIA-Langstrecken-Weltmeisterschaft und dem 24-Stunden-Rennen von Le Mans teilzunehmen, hat Toyota die Entwicklung des TS040 nach neuen Reglement bekanntgegeben. Das Fahrzeug wurde am 27. März 2014 der Öffentlichkeit vorgestellt, sein Renndebüt machte der Toyota während des 6-Stunden-Rennen von Silverstone, am 20. April.
Weiterhin setzt der Toyota TS040 auf Hochleistungskondensatoren zum Speichern der elektrisch zurückgewonnenen Energie, gegenüber seinen Vorgänger besitzt der TS040 an jeder Achse jeweils einen Elektromotor.
Für die FIA-Langstrecken-Weltmeisterschaft 2015 wurden diverse Teile des Toyota überarbeitet. Der Hybridantrieb wurde verbessert, so dass der Toyota die 6 Megajoule mehr ausschöpft als im letzten Jahr. Das überarbeitete Modell ist auch schonender zu den Reifen. Insgesamt wurden, im Vergleich zum Vorjahr, 80 % der Teile des Toyotas überarbeitet.

## Renneinsätze

### 2014
Toyota setzte zwei Fahrzeuge des TS040 in der FIA-Langstrecken-Weltmeisterschaft 2014 inklusive der 24 Stunden von Le Mans ein. Die Wagen konnten 4 Pole Positions und 5 Rennsiege erringen, in Le Mans kam der TS040 wegen technischer Probleme nicht über einen dritten Platz hinaus.
Nach dem 6-Stunden-Rennen von São Paulo konnte sich Toyota den Konstrukteurstitel der Langstrecken-Weltmeisterschaft sichern, der Fahrer-Titel wurde von den Toyota-Piloten Sébastien Buemi und Anthony Davidson gewonnen.

### 2015
Wie auch im Vorjahr setzte Toyota zwei Fahrzeuge ein. Im Gegensatz zu 2014 verlief das Jahr 2015 für Toyota eher enttäuschend. Der technische Fortschritt, den Porsche und Audi gemacht hatten, war zu groß für den überarbeiteten TS040, so dass dieser kaum konkurrenzfähig war. Die besten Ergebnisse waren ein dritter Platz in Silverstone und ein dritter Platz in Bahrain.

## Fahrerbesetzung
| Startliste      | Startliste    | Startliste          | Startliste | Startliste       | Startliste        | Startliste        |
| Nr.             | Team          | Fahrzeug            | Reifen     | Fahrer           | Fahrer            | Fahrer            |
| --------------- | ------------- | ------------------- | ---------- | ---------------- | ----------------- | ----------------- |
| WEC Saison 2014 |               |                     |            |                  |                   |                   |
| 7               | Toyota Racing | Toyota TS040 Hybrid | M          | Alexander Wurz   | Stéphane Sarrazin | Kazuki Nakajima   |
| 8               | Toyota Racing | Toyota TS040 Hybrid | M          | Anthony Davidson | Nicolas Lapierre  | Sébastien Buemi   |
| WEC Saison 2015 |               |                     |            |                  |                   |                   |
| 1               | Toyota Racing | Toyota TS040 Hybrid | M          | Anthony Davidson | Kazuki Nakajima   | Sébastien Buemi   |
| 2               | Toyota Racing | Toyota TS040 Hybrid | M          | Alexander Wurz   | Mike Conway       | Stéphane Sarrazin |